# أحمد شمس الدين الحجاجي
أحمد شمس الدين الحجاجي (3 ديسمبر 1935 - 13 فبراير 2024) مؤلف وكاتب وأستاذ جامعي مصري.

## حياته
ولد في الأقصر في سنة 1935م. من اسرة لها مكانتها التعليمية والعلمية والده الشيخ شمس الدين الحجاجى ، وشقيقه كمال الدين شمس الدين الحجاجى وقد تخرجا فى كلية اللغة العربية بالأزهر الشريف وكان قد تلقى تعليمه الأولى فى كتاب مدارس بلدته حتى اتم دراسته الثانوية ثم سافر الى القاهرة والتحق بكلية الاداب قسم اللغة العربية جامعة القاهرة فى عام 1955 وخلال دراسته الجامعية درس تحت إشراف أساتذة كبار منهم سهير القلماوي وشوقي ضيف ومحمد كامل حسين وشكري محمد عياد وحصل عام على الليسانس عام 1959.

## مسيرته
أستاذ بكلية الآداب - قسم اللغة العربية- جامعة القاهرة. ولد في الأقصر في سنة 1935م. وخلال دراسته الجامعية (1955 ـ 1959) درس تحت إشراف أساتذة كبار منهم سهير القلماوي وشوقي ضيف ومحمد كامل حسين وشكري محمد عياد.
حصل عام 1965م على درجة الماجستير في النقد المسرحي في مصر، ثم على الدكتوراه في سنة 1973م بأطروحته «الأسطورة في المسرح المصري المعاصر». كما نال على جائزة الدولة التقديرية للآداب لعام 2010.

إضافة إلى مقالات وكتب متعددة في مجال النقد الأدبي والمسرح، فقد ألّف الأستاذ الحجاجي رواية «سيرة الشيخ نور الدين» و«نالت الرواية قبولا حسنًا في الأوساط الأدبية واختيرت ضمن أفضل مائة رواية في القرن العشرين». وأصبحت هذه الرواية مسلسلاً تلفزيونيًا بعنوان «درب الطيب».

## الكتب
- الأسطورة في المسرح المصري المعاصر، 1933 - 1970 - (القاهرة: دار الثقافة) (1975)[8]
- العرب وفن المسرح ـ (القاهرة: الهيئة المصرية العامة للكتاب) (1975)[9]
- الوظيفة بين الأسطورة والمسرح ـ (القاهرة: دار الثقافة للطباعة والنشر) (1975)[10]
- في قواعد اللغة العربية ـ (الدمام، السعودية: دار الإصلاح) (1980)[11]
- الأسطورة في الأدب العربي ـ (القاهرة: دار الهلال) (1983)[12]
- سيرة الشيخ نور الدين (رواية) ـ (القاهرة: الهيئة المصرية العامة للكتاب) (1987)[13] و (القاهرة: المجلس الأعلى للثقافة) (2002)[14]
- الخماسين ـ (القهرة: الهيئة المصرية العامة للكتاب) (1988)[15]
- صانع الأسطورة: الطيب صالح - (القاهرة: 	الهيئة المصرية العامة للكتاب) (1990)[16]
- مولد البطل في السيرة الشعبية ـ (القاهرة: دار الهلال) (1991)[17]
- النقد المسرحي في مصر، 1876- 1923- الهيئة العامة لقصور الثقافة، القاهرة، 1993
- المسرحية الشعرية في الأدب العربي الحديث ـ (القاهرة: دار الهلال) (1995)[18]
- النبوءة، أو، قدر البطل في السير الشعبية العربية ـ (القاهرة: الهيئة العامة لقصور الثقافة) (2000)[19]
- مدخل إلى المسرح العربي ـ (القاهرة: المجلس الأعلى للثقافة) (2013)[20]

## وصلات خارجية
- أحمد شمس الدين الحجاجي على موقع أرشيف الشارخ.
- أحمد شمس الدين الحجاجي على موقع قاعدة بيانات الأفلام العربية